# رباعي مساري حزمي

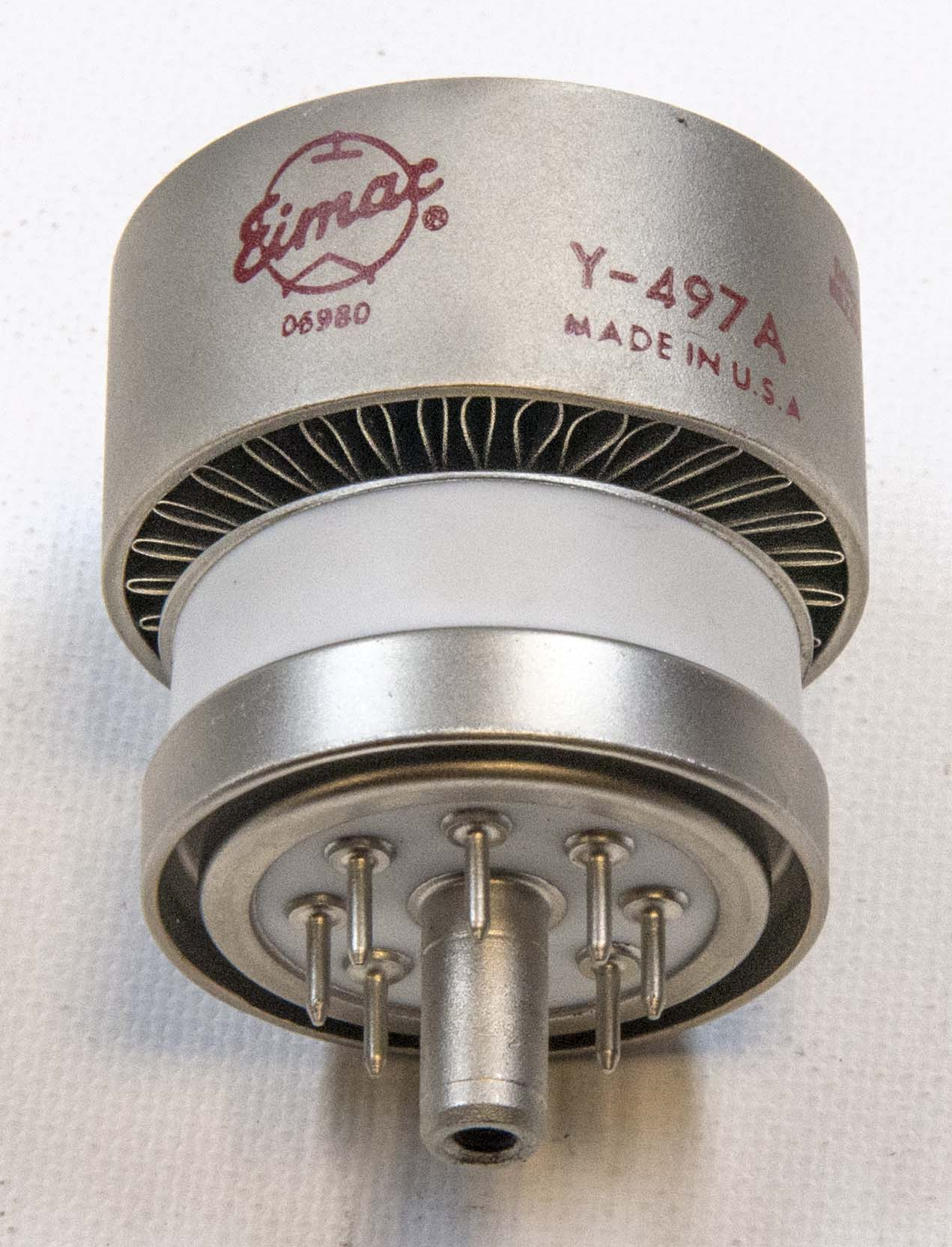
رباعي قوة الحزمة الشعاعية، مصمم لاستخدام الترددات الراديوية. هذا النوع من أنبوب طاقة الشعاع لا يستخدم ألواح حصر الشعاع.

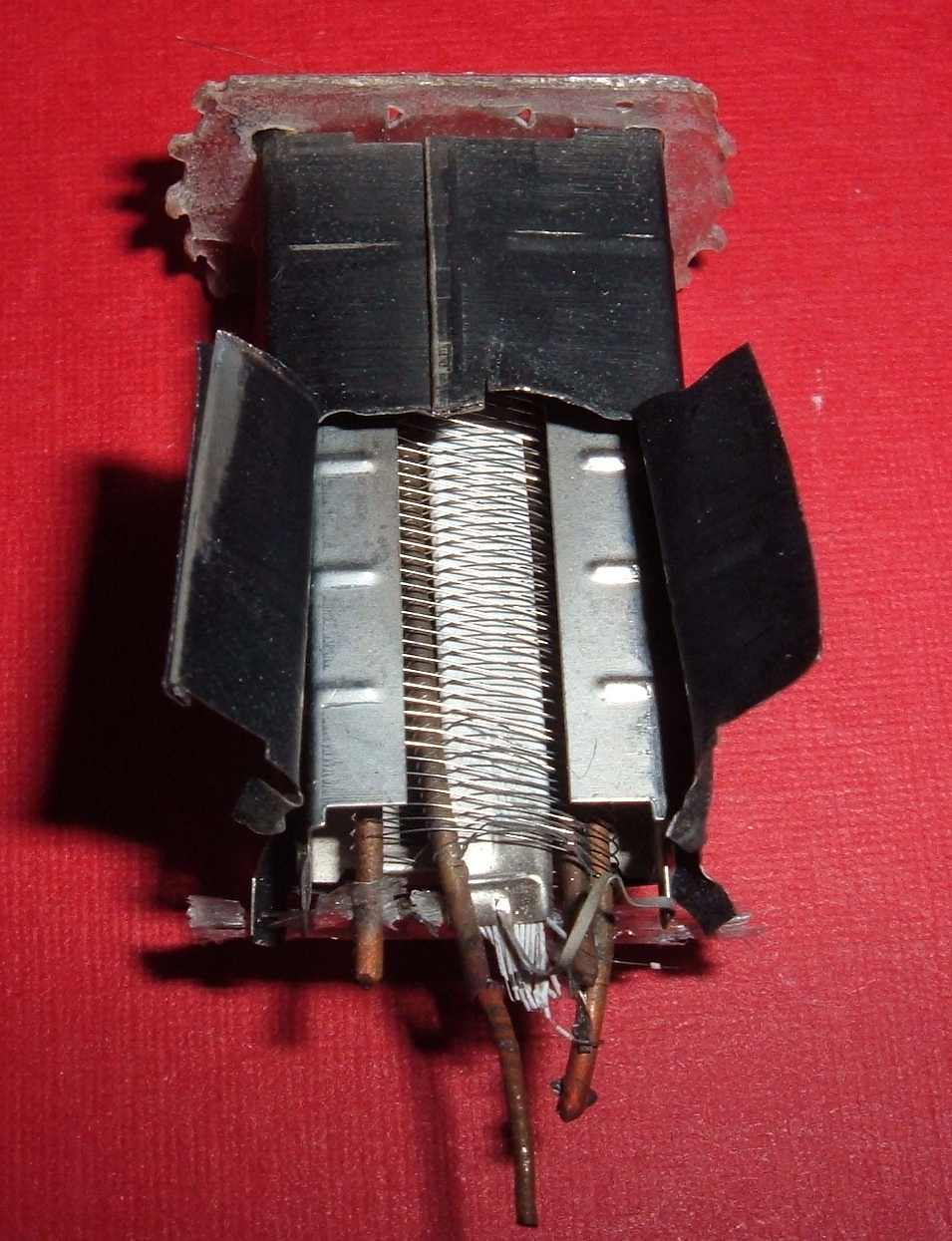
6L6 نوع شعاع رباعي هياكل القطب الكهربائي مع قطع الأنود مفتوحة. لوحات حصر الشعاع هي الهياكل ذات اللون الفضي إلى اليسار واليمين

مقارنة خصائص الأنود لأنبوب طاقة الشعاع وخماسي الطاقة

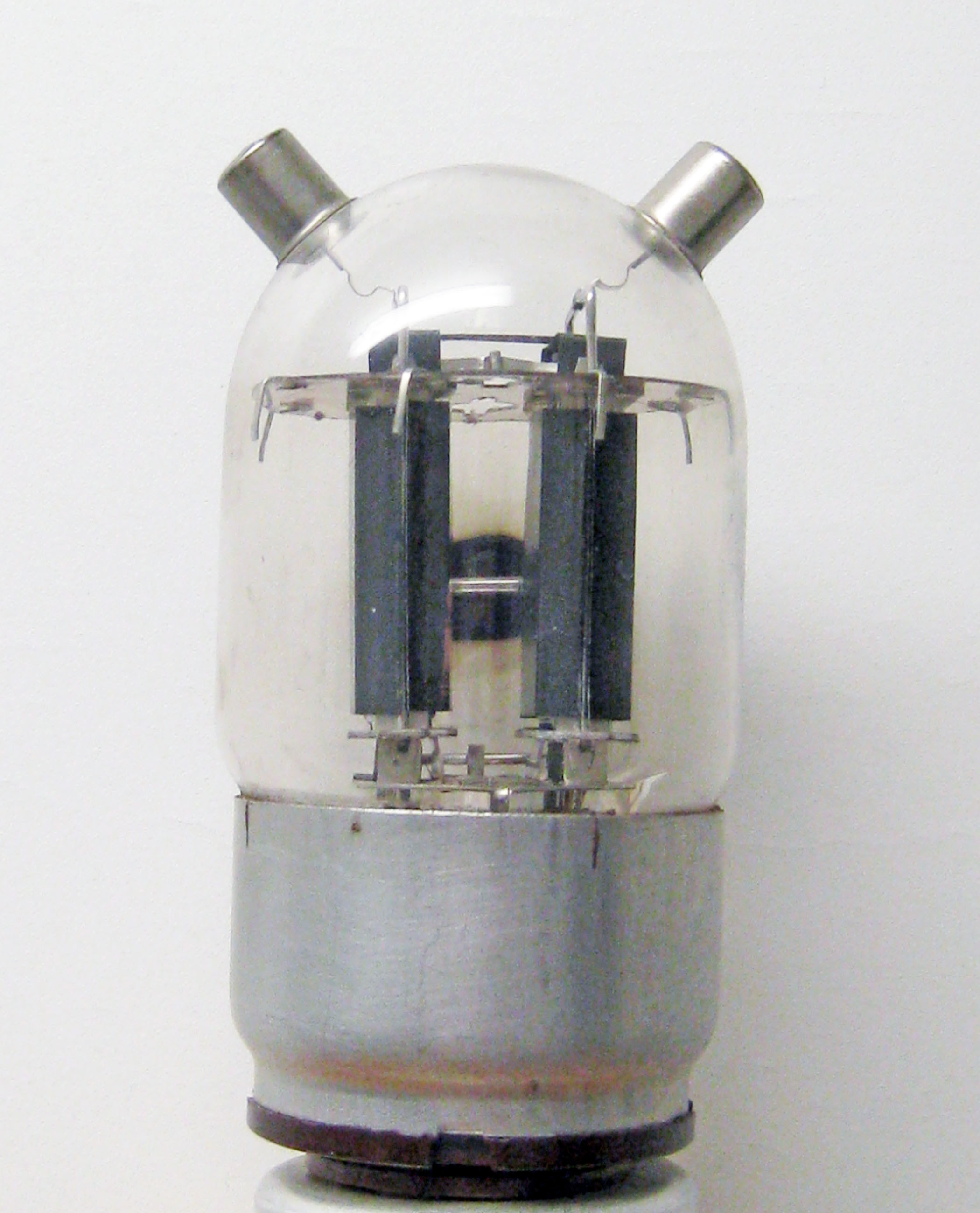
شعاع مزدوج رباعي RCA-815، يستخدم كأنبوب مذبذب متحيز في مسجل أشرطة الصوت الاحترافي ذو المسار الكامل من أمبكس 300 "حوض الاستحمام" 1/4 "

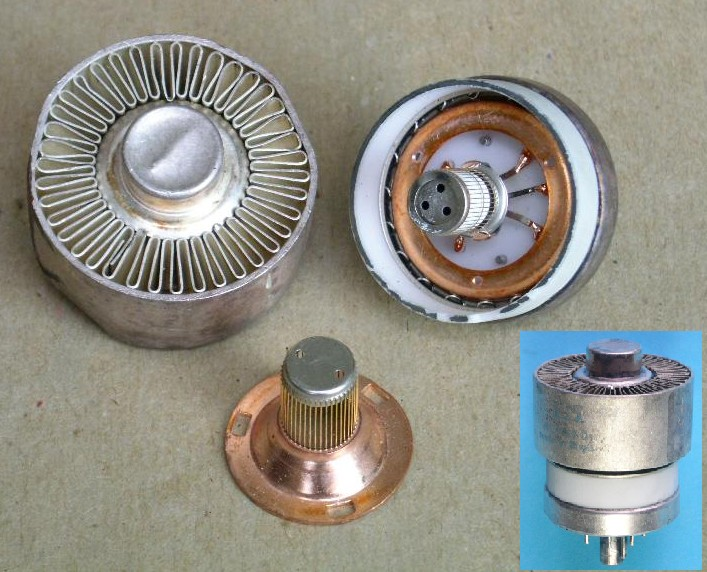
البناء الداخلي لرباعية قوة الحزمة الشعاعية 4CX250B. هيكل الأنود مع زعانف التبريد المرفقة أعلى اليسار، هيكل شبكة الكاثود والتحكم أعلى اليمين، أسفل شبكة الشاشة. لاحظ عدم وجود ألواح شعاع، وتماثل أسطواني، وفتحات لولبية مشقوقة، مما يسمح بمحاذاة شبكة الشاشة أثناء التصنيع. أقحم: صمام كامل.

رباعي الحزمة (بالإنجليزية: Beam tetrode)، ويسمى أحيانًا أنبوب طاقة الحزمة، فهو نوع من الأنبوب المفرغ أو الصمام الحراري الذي يحتوي على شبكتين ويشكل تيار الإلكترون من الكاثود إلى عدة حزم متوازية جزئيًا لإنتاج منطقة شحنة فضاء منخفضة الجهد بين الأنود والشاشة شبكة لإعادة إلكترونات الانبعاث الثانوي للأنود إلى القطب الموجب عندما تكون إمكانات الأنود أقل من تلك الموجودة في شبكة الشاشة.   عادةً ما تُستخدم رباعيات الحزمة لتضخيم الطاقة، من تردد الصوت إلى تردد الراديو . ينتج رباعي الحزمة طاقة خرج أكبر من الصمام الثلاثي أو الخماسي مع نفس جهد إمداد الأنود.  أول شعاع رباعي تم تسويقه هو ماركوني N40، والذي تم تقديمه في عام 1935.   تشمل رباعي الحزمة التي تم تصنيعها واستخدامها في القرن الحادي والعشرين 4CX1500A و KT66 ومتغيرات من 6L6.

## تاريخ
في دارات مكبر الصوت، كان جهد الأنود المفيد - منطقة تيار الأنود لتشغيل أنبوب رباعي الاتجاه التقليدي محدودًا بالتأثير الضار للانبعاث الثانوي من الأنود عند إمكانات الأنود أقل من تلك الموجودة في شبكة الشاشة.  تم حل التأثير الضار للانبعاث الثانوي للأنود بواسطة فيليبس / مولارد مع إدخال شبكة مانعة، مما أدى إلى تصميم بنتود. منذ أن حصلت فيليبس على براءة اختراع لهذا التصميم، حرص المصنعون الآخرون على إنتاج أنابيب من النوع بنتود دون التعدي على براءة الاختراع. في المملكة المتحدة، قام ثلاثة مهندسين من شركة إي إم آي (إسحاق شوينبيرج وكابوت بول وسيدني رودا) بتقديم براءة اختراع لتصميم بديل في عام 1933.  كان لتصميمهم الميزات التالية (مقارنةً بالبنتود العادي):
- تمت محاذاة فتحات التحكم وشبكات الشاشة [8] عن طريق لف الشبكات بنفس درجة الصوت (تستخدم شبكات بنتود درجات مختلفة).
- هيكل قطب كهربائي إضافي عند أو بالقرب من إمكانات الكاثود وخارج تيار الإلكترون بشكل كبير، لإنشاء منطقة جهد كهروستاتيكي منخفض بين شبكة الشاشة والأنود، والحد من الزاوية المضمنة للحزمة ومنع إلكترونات الأنود الثانوية خارج منطقة الحزمة من الوصول الشاشة [9] [10] [8] (يحتوي البنتود على شبكة مانعة في تيار الإلكترون).

يُعرف التصميم اليوم باسم رباعي الحزمة ولكن تاريخيًا كان يُعرف أيضًا باسم رباعي كنكليس، نظرًا لأنه يحتوي على نفس عدد الشبكات مثل رباعى الحزمة التقليدي ولكن بدون عقدة المقاومة السلبية في منحنيات خاصية الأنود الحالية مقابل منحنيات جهد الأنود لرباعي حقيقي . يجادل بعض المؤلفين، ولا سيما خارج المملكة المتحدة، بأن ألواح الحزمة تشكل قطبًا خامسًا.  
- أنتج التصميم طاقة خرج أكبر من الطاقة الخماسية المماثلة. [4]
- كانت الموصلية التحويلية أعلى من بنتود طاقة مماثلة. [13]
- كانت مقاومة اللوحة أقل من بنتود طاقة مماثلة. [13]
- كان تيار شبكة الغربال حوالي 5-10٪ من تيار الأنود مقارنة بحوالي 20٪ للبنتود، وبالتالي كان رباعي الحزمة أكثر كفاءة في استخدام الطاقة.
- قدم التصميم تشويهاً توافقيًا ثالثًا أقل بشكل ملحوظ في الإشارة مقارنةً بالبنتود. [14]

مساوئ الشعاع الرباعي كانت:
- أنتجت تشويهًا داخليًا متأصلًا أعلى من بنتود.
- كان رباعي الحزمة يميل إلى التأرجح أكثر من الصمام الثلاثي إذا لم يتم تصميم الدائرة ووضعها بشكل صحيح. [15]

تم تقديم الأنبوب الجديد في معرض الجمعيات الفيزيائية والبصرية في يناير 1935 باسم ماركوني N40.  تم إنتاج حوالي ألف من رباعيات الحزمة للإخراج N40، لكن شركةصمامات ماركوني اوسرام (MOV)، تحت الملكية المشتركة لـ إي إم آي وجينيرال إلكتريك- جي إيه سي، اعتبرت أن التصميم صعب للغاية بسبب الحاجة إلى محاذاة جيدة لأسلاك الشبكة.  نظرًا لأن (MOV) لديها اتفاقية مشاركة في التصميم مع شركة راديو أمريكا الأمريكية، فقد تم تمرير التصميم إلى تلك الشركة. امتلكت شركة راديو أمريكا الموارد اللازمة لإنتاج تصميم عملي، مما أدى إلى 6L6 . لم يمض وقت طويل بعد، وصمام رباعي شعاع ظهرت في مجموعة متنوعة من العروض، بما في ذلك 6V6 في ديسمبر كانون الأول عام 1936، وMOV KT66 في عام 1937 و KT88 في عام 1956، صممت خصيصا لالصوت وتحظى بتقدير كبير من قبل جامعي اليوم.
بعد انتهاء صلاحية براءة اختراع فيليبس على شبكة القامع، تمت الإشارة إلى العديد من رباعي الحزمة باسم «بنتودات طاقة الحزمة». بالإضافة إلى ذلك، كانت هناك بعض الأمثلة على رباعيات الحزمة المصممة للعمل بدلاً من بنتودs. تم إنتاج EL34 في ‏ كل مكان، على الرغم من تصنيعه بواسطة فيليبس / مولارد ومصنعين أوروبيين آخرين باعتباره بنتود حقيقي، من قبل الشركات المصنعة الأخرى (مثل سيلفانيا و جينيرال إليكتريك وصمامات ماركوني اوسرام) باعتباره رباعي الحزمة بدلاً من ذلك. 6CA7 كما تم تصنيعه بواسطة شركة سيلفانيا وجينيرال إليكتريك عبارة عن بديل رباعي الحزمة لـ EL34، و KT77 هو تصميم مشابه لـ 6CA7 من شركة صمامات ماركوني اوسرام.
تتألف عائلة رباعي الحزمة المستخدمة على نطاق واسع في الولايات المتحدة من 25L6 و 35L6 و 50L6 وإصداراتها المصغرة 50B5 و 50 C5. لا ينبغي الخلط بين هذه العائلة و 6 L6 على الرغم من التسميات المماثلة. تم استخدامها في الملايين من جميع أجهزة استقبال الراديو الأمريكية فايف إيه إم. استخدم معظم هؤلاء دارة إمداد طاقة بدون محول. في أجهزة الاستقبال الراديوية الأمريكية المزودة بمصادر طاقة المحولات، والتي تم بناؤها من حوالي 1940-1950، كانت تستخدم بشكل شائع جدًا 6V6، 6V6G، 6V6GT و 6 AQ5.
في المعدات العسكرية، كان الطرازان 807 و 1625، مع تبديد الأنود المقنن 25 واط ويعمل من مصدر يصل إلى 750 فولت، منتشرًا على نطاق واسع كمكبر للصوت النهائي في أجهزة إرسال الترددات الراديوية التي تصل إلى 50 واط من طاقة الإخراج وفي الدفع -سحب تطبيقات الصوت. كانت هذه الأنابيب شبيهة جدًا بـ 6L6 ولكن كان لها معدل تبديد أعلى إلى حد ما للأنود وكان الأنود متصلاً بالغطاء العلوي بدلاً من دبوس في القاعدة. دخلت أعداد كبيرة إلى السوق بعد الحرب العالمية الثانية واستخدمها هواة الراديو على نطاق واسع في الولايات المتحدة وأوروبا خلال الخمسينيات والستينيات.
في الخمسينيات من القرن الماضي، تم تطوير دائرة مكبر الصوت فائقة الخطية من أجل رباعي الحزمة.  تقوم دائرة مكبر الصوت هذه بربط شبكات الشاشة بالضغط على محول الإخراج، وتوفر تشويهًا أقل في التشكيل البيني .

## عملية
يزيل رباعي الحزمة منطقة ديناترون أو شبك رباعي لأنبوب شبكة الشاشة من خلال تطوير منطقة شحنة فضاء منخفضة الجهد بين شبكة الشاشة والأنود الذي يعيد إلكترونات الانبعاث الثانوي للأنود إلى القطب الموجب. تكون خاصية الأنود المميزة لرباعي الحزمة أقل تقريبًا عند الفولتية المنخفضة للأنود من تلك الموجودة في بنتود الطاقة، مما ينتج عنه خرج طاقة أكبر وتشويه متناسق ثالث مع نفس جهد إمداد الأنود. 
في رباعي الحزمة، يتم محاذاة فتحات شبكة التحكم وشبكة الشاشة. تتم محاذاة أسلاك شبكة الشاشة مع تلك الخاصة بشبكة التحكم بحيث تقع شبكة الشاشة في ظل شبكة التحكم. هذا يقلل من تيار شبكة الشاشة، مما يساهم في زيادة كفاءة تحويل الطاقة للأنبوب. تعمل محاذاة فتحات الشبكة على تركيز الإلكترونات في حزم كثيفة في الفراغ بين شبكة الشاشة والأنود، مما يسمح بوضع القطب الموجب بالقرب من شبكة الشاشة أكثر مما يمكن أن يكون ممكنًا بدون كثافة الحزمة. تم تطوير شحنة الفضاء السالبة الشديدة لهذه الحزم عندما تكون إمكانات الأنود أقل من تلك الموجودة في شبكة الشاشة تمنع الإلكترونات الثانوية من الأنود من الوصول إلى شبكة الشاشة.
في استقبال رباعي الحزمة من النوع، يتم إدخال لوحات حصر الحزمة خارج منطقة الحزمة لتقييد حزم الإلكترون في قطاعات معينة من الأنود والتي هي أقسام من الأسطوانة.  تُنشئ لوحات حصر الحزمة هذه أيضًا منطقة جهد كهروستاتيكي منخفضة بين شبكة الشاشة والأنود وترجع إلكترونات الأنود الثانوية من خارج منطقة الحزمة إلى القطب الموجب.
في رباعيات الحزمة التي لها تناظر أسطواني كامل، يمكن تحقيق خاصية غير متشابكة دون الحاجة إلى ألواح حصر الشعاع.  عادة ما يتم اعتماد هذا الشكل من البناء في أنابيب أكبر مع تصنيف طاقة الأنود 100وات أو أكثر. يعتبر إيماك 4CX250B (المصنف عند تبديد الأنود 250 واط) مثالاً على هذه الفئة من الحزمة الرباعية. لاحظ أنه يتم اتباع نهج مختلف جذريًا لتصميم نظام الدعم للأقطاب الكهربائية في هذه الأنواع. وصفت الشركة المصنعة الماكينة 4CX250B بأنها «رباعي قوة الحزمة الشعاعية»، مما يلفت الانتباه إلى تناسق نظام القطب الكهربائي الخاص بها.

## روابط خارجية
- أرشيف بيانات الأنبوب، الآلاف من أوراق بيانات الأنبوب.
- شعاع رباعي - معلومات ورسوم بيانية إضافية عن البيانات.